# Wadym Mazur
Wadym Wałerijowycz Mazur, ukr. Вадим Валерійович Мазур (ur. 17 lutego 1998 w Kijowie) – ukraiński hokeista, reprezentant Ukrainy.

## Kariera
- Donbas Donieck (2013-2014)
- RB Hockey Academy U18 (2014/2015)
- EC Salzburg U20 (2014/2015)
- Toros Nieftiekamsk U18 (2015-2016)
- Donbas Donieck (2016-2020)
- Biłyj Bars Biała Cerkiew (2020)
- HK Mariupol (2020-2022)
- Sokił Kijów (2022-)

Wychowanek Donbasu Donieck, gdzie grał w zespołach juniorskich, po czym w sezonie 2014/2015 kontynuował karierę w drużynach juniorskich austriackiego klubu EC Red Bull Salzburg (razem z nim do tego czasu występował Ihor Mereżko). Następnie przez rok grał w zespole juniorskim rosyjskiego klubu Toros Nieftiekamsk. Od 2016 przez cztery lata grał w seniorskim zespole Donbasu Donieck, skąd pod koniec sezonu 2019/2020. Od sezonu 2020/2021 przez dwa lata grał w Mariupolu. Przed sezonem 2022/2023 został zawodnikiem Sokiła Kijów.
W barwach juniorskich reprezentacji Ukrainy uczestniczył w turniejach mistrzostw świata juniorów do lat 18 edycji 2014, 2015, 2016 (Dywizja IB), mistrzostw świata juniorów do lat 20 edycji 2015, 2016, 2017, 2018 (Dywizja IB). W kadrze seniorskiej uczestniczył w turniejach mistrzostw świata edycji 2019, 2022, 2023, 2024 (Dywizja IB), zimowej Uniwersjady edycji 2023.

## Sukcesy
Reprezentacyjne
- Awans do MŚ Dywizji I Grupy A: 2024

Klubowe
- Złoty medal mistrzostw Ukrainy: 2017, 2018, 2019 z Donbasem Donieck, 2023 z Sokiłem Kijów

Indywidualne
- Mistrzostwa świata do lat 18 w hokeju na lodzie mężczyzn 2016/I Dywizja#Grupa B:
  - Czwarte miejsce w klasyfikacji strzelców turnieju: 4 gole[5]
  - Pierwsze miejsce w klasyfikacji asystentów turnieju: 7 asyst[6]
  - Pierwsze miejsce w klasyfikacji kanadyjskiej turnieju: 11 punktów[7]
  - Pierwsze miejsce w klasyfikacji +/- turnieju: +10[8]
  - Najlepszy zawodnik reprezentacji w turnieju[9]
- Mistrzostwa Świata w Hokeju na Lodzie 2023 (I Dywizja)#Grupa B:
  - Czwarte miejsce w klasyfikacji asystentów turnieju: 7 asyst[10]
  - Trzecie miejsce w klasyfikacji +/- turnieju: +7[11]